# Dolní Luby
Dolní Luby (do roku 1948 Dolní Schönbach) jsou malá vesnice, část města Luby v okrese Cheb v Karlovarském kraji. Nachází se asi 1,5 kilometru jihovýchodně od Lubů. Prochází zde silnice II/212. Je zde evidováno 12 adres. V roce 2011 zde trvale žilo 18 obyvatel.
Dolní Luby jsou také název katastrálního území o rozloze 2,43 km².

## Historie
První písemná zmínka o vesnici pochází z roku 1158.

## Obyvatelstvo
Při sčítání lidu v roce 1921 zde žilo 135 obyvatel, všichni německé národnosti, kteří se hlásili k římskokatolické církvi.
| Rok            | 1869 | 1880 | 1890 | 1900 | 1910 | 1921 | 1930 | 1950 | 1961 | 1970 | 1980 | 1991 | 2001 | 2011 | 2021 |
| -------------- | ---- | ---- | ---- | ---- | ---- | ---- | ---- | ---- | ---- | ---- | ---- | ---- | ---- | ---- | ---- |
| Počet obyvatel | 119  | 131  | 168  | 187  | 173  | 135  | 134  | -    | 26   | 27   | 21   | 19   | 30   | 18   | 21   |
| Počet domů     | 15   | 15   | 20   | 24   | 22   | 22   | 24   | 22   | -    | 7    | 8    | 9    | 9    | 10   | 11   |

## Obecní správa
Při sčítání lidu v letech 1850–1899 Dolní Luby byly osadou obce Opatov v okrese Cheb. V letech 1900–1950 byly samostatnou obcí v okrese Cheb. Od roku 1951 jsou částí města Luby v okrese Cheb.

## Galerie

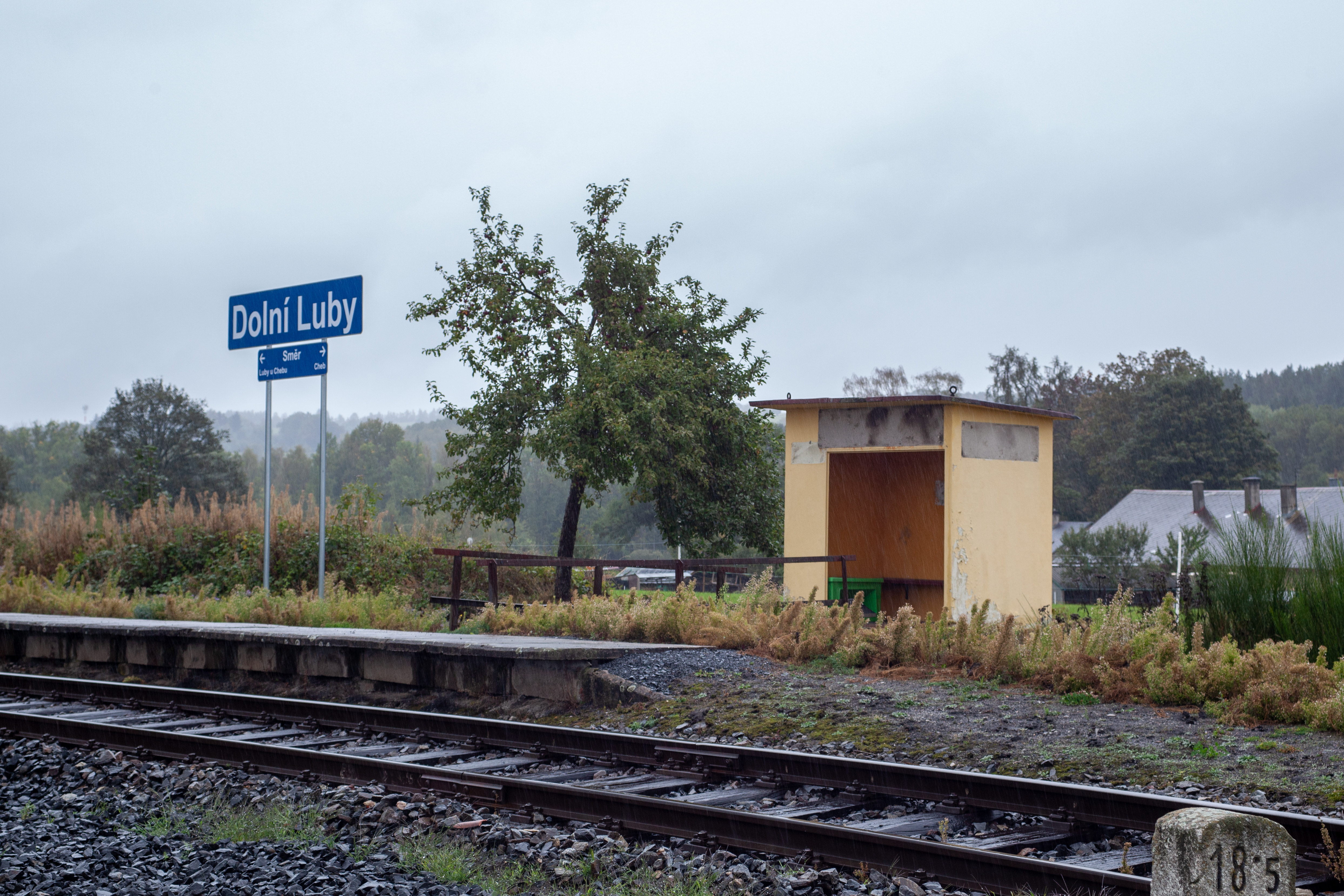
Železniční zastávka (2020)
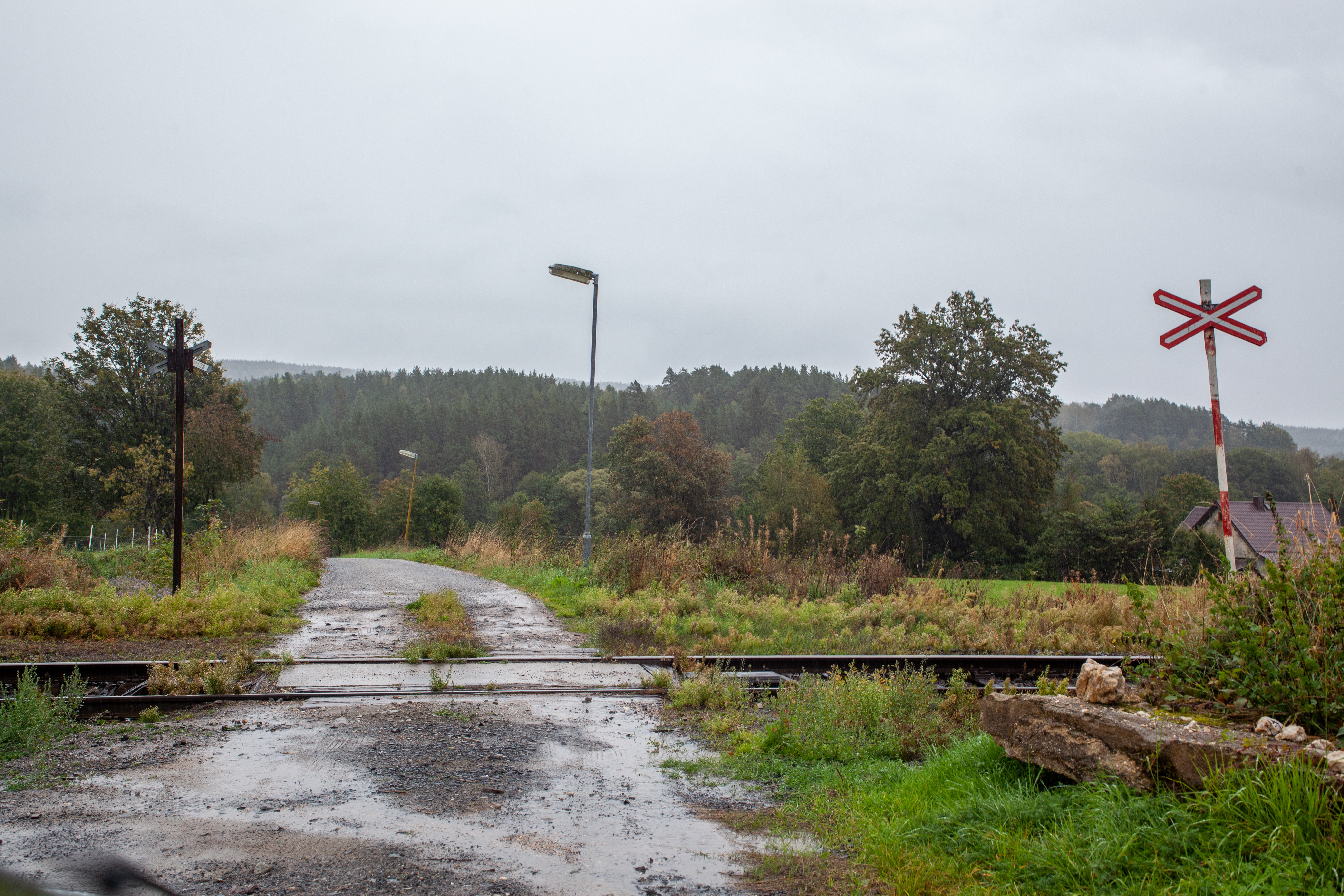
Přejezd přes koleje (2020)
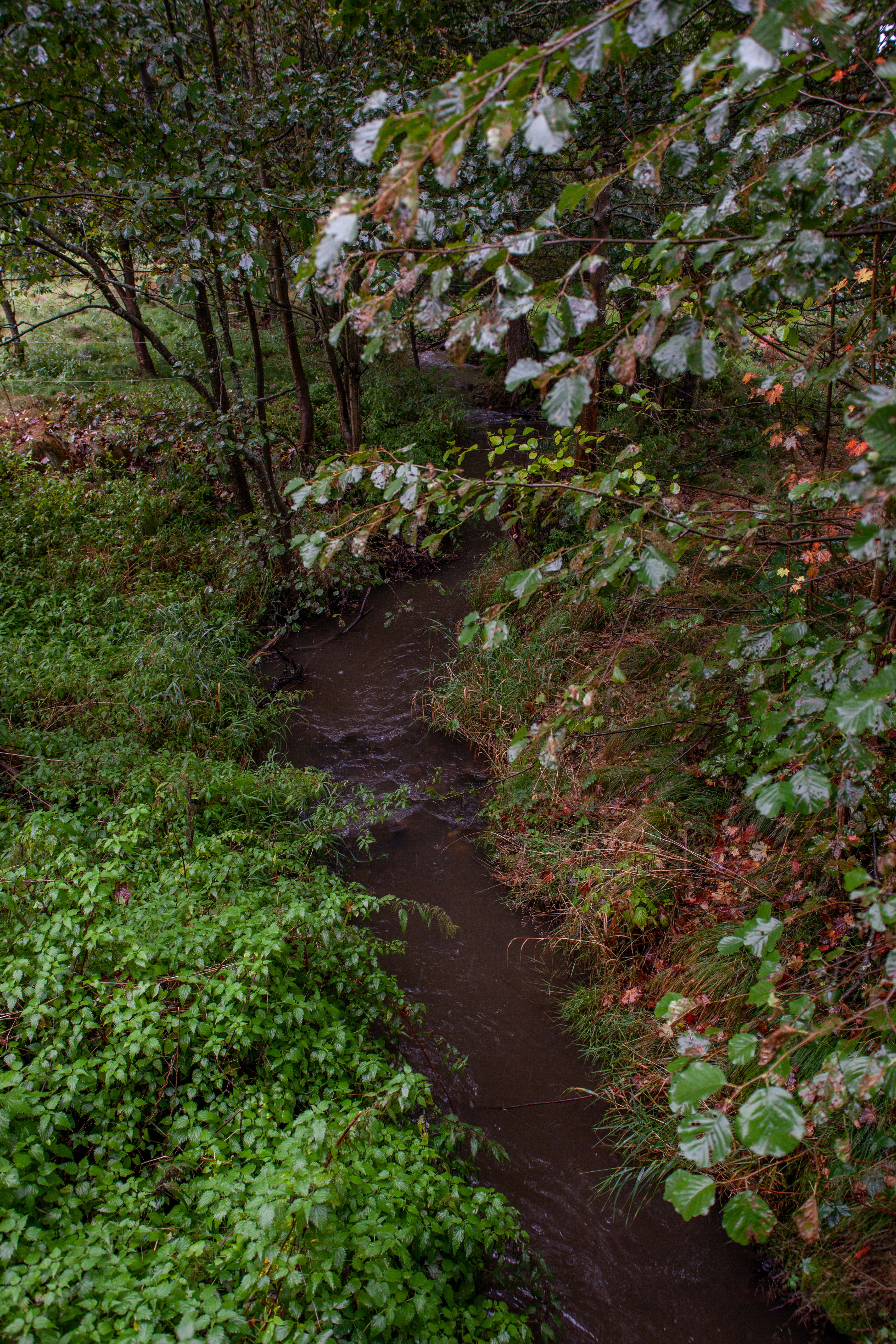
Potok Lubinka (2020)
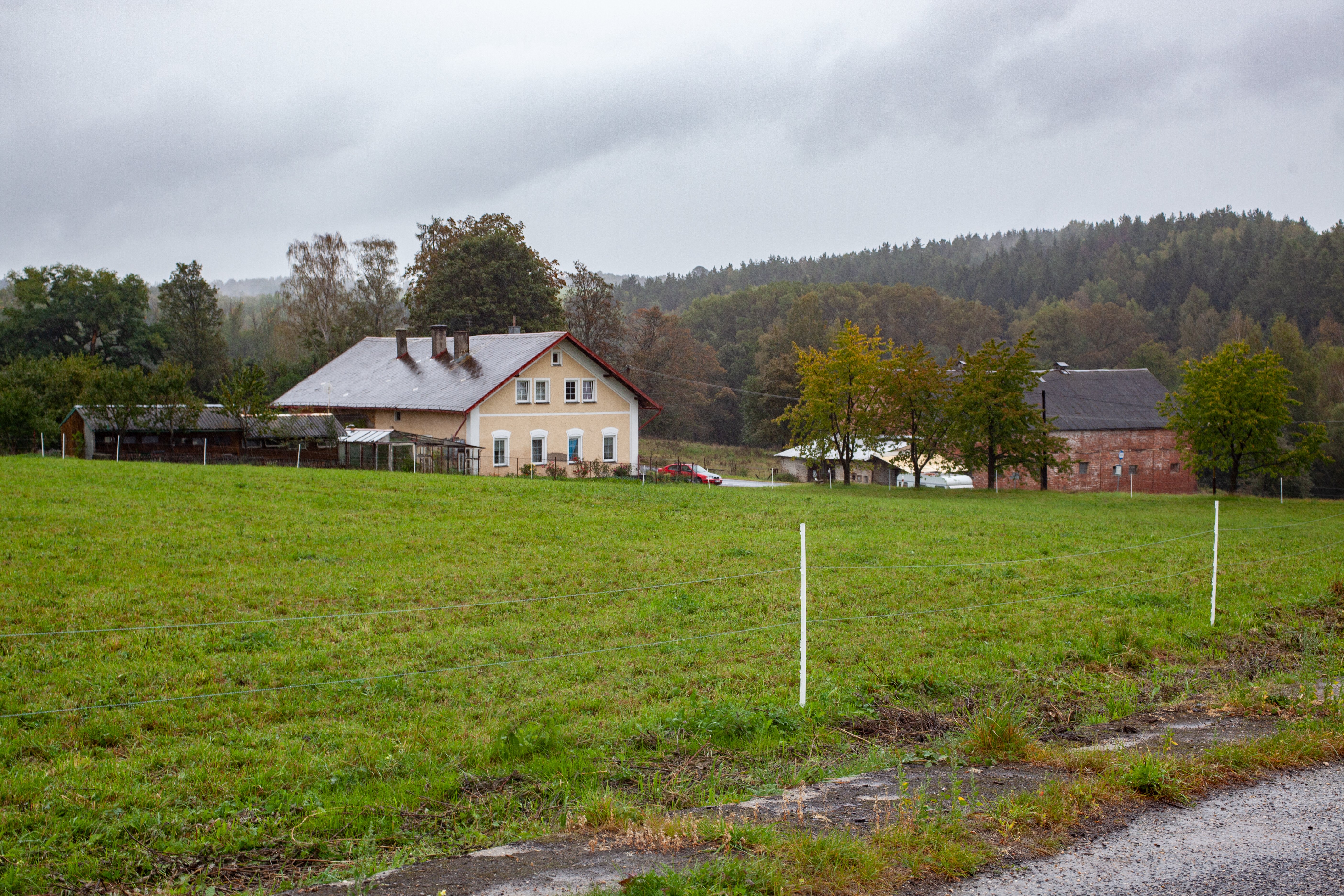
Pohled na dům (2020)